# ويلسون موريرا
ويلسون موريرا (بالبرتغالية: Wilson Moreira‏)‏ (12 ديسمبر 1936 - 6 سبتمبر 2018) هو راقص سامبا برازيلي.

## روابط خارجية
- ويلسون موريرا على موقع IMDb (الإنجليزية)
- ويلسون موريرا على موقع ميوزك برينز (الإنجليزية)
- ويلسون موريرا على موقع ديسكوغز (الإنجليزية)